# 横浜環境デザイン
株式会社横浜環境デザインは横浜市港北区新横浜に本社を置く、太陽光発電システムの設計、施工、販売を行う企業である。
また、同社は夏至を太陽光発電の日として制定しており、BS朝日の番組である「週刊記念日～この日何の日～」に取り上げられた。